# Brebovnica
Brebovnica je razloženo naselje z gručastim jedrom v Občini Gorenja vas - Poljane. Leži v zgornjem delu doline potoka Brebovščice, jugovzhodno od Gorenje vasi v Poljanski dolini.
Samotne kmetije so na severovzhodnih pobočjih Žirovskega vrha (Zala, 899 m). Večina vaščanov dela v Gorenji vasi in drugih bolj oddaljenih zaposlitvenih središčih.
V 17. stoletju je tu stala fužina, bobovec pa so še v 19. stoletju vozili v Železnike.